# マーガリン類
マーガリン類（マーガリンるい）は、マーガリン及びファットスプレッドの総称である。
日本農林規格 (JAS) の「マーガリン類の日本農林規格」では、マーガリン類に属するもののうち、食用油脂の割合が80%未満のものをファットスプレッドと呼び、80%を超えるものをマーガリンと呼んでいる。
日本で家庭用のマーガリンとして販売されているものの多くはファットスプレッドである。